# Pałac przy ul. Waryńskiego w Kowarach
Pałac przy ul. Waryńskiego w Kowarach – wybudowany w XVIII w. w Kowarach.

## Położenie
Pałac położony jest w Kowarach – mieście w województwie dolnośląskim, w powiecie karkonoskim, na pograniczu Karkonoszy, Rudaw Janowickich i Kotliny Jeleniogórskiej w Sudetach Zachodnich.